# Carmópolis
Carmópolis est une ville brésilienne de l'est de l'État du Sergipe.

## Géographie
Carmópolis se situe par une latitude de 10° 38' 52" sud et par une longitude de 36° 59' 20" ouest, à une altitude de 13 mètres.
Sa population était de 11 899 habitants au recensement de 2007. La municipalité s'étend sur 46 km2.
Elle fait partie de la microrégion du Baixo Cotinguiba, dans la mésorégion Est du Sergipe.